# Merla ventre-rogenca
La merla ventre-rogenca (Turdus fulviventris) és un ocell de la família dels túrdids (Turdidae).

## Hàbitat i distribució
Habita els boscos de les muntanyes occidentals de Sud-amèrica, des de Colòmbia i nord-oest de Veneçuela, cap al sud, a través dels Andes, a l'est de l'Equador fins al nord del Perú.